# Балуарте (мост)
Мостът Балуарте (на испански: Puente Baluarte, официално Puente Baluarte Bicentenario), е висящ мост в Мексико.
Той се намира между град Конкордия (Concordia) в щата Синалоа и село Пуебло Нуево (Pueblo Nuevo) в щата Дуранго, по магистралата Дуранго – Масатлан.
Мостът е с обща дължина от 1124 m и централен въжен участък от 520 m. Със своите 403 m над долината е най-високият въжен мост в света, а вторият по височина мост като цяло.
Строежът на моста започва през 2008 година, а е открит през януари 2012 година. Мостът е част от новата магистрала, свързваща Атлантическия и Тихия океан, като значително намалява времето за пътуване между градовете Дуранго и Масатлан.